# Cyraneczka rdzawa
Cyraneczka rdzawa (Anas chlorotis) – gatunek średniej wielkości ptaka z rodziny kaczkowatych (Anatidae). Występuje endemicznie na Nowej Zelandii. Bliski zagrożenia wyginięciem.

## Systematyka
Gatunek został opisany naukowo przez George’a R. Graya w 1845 roku. Ptaki te są blisko spokrewnione z nielotnymi cyraneczką auklandzką (A. aucklandica) i cyraneczką południową (A. nesiotis) z Nowozelandzkich Wysp Subantarktycznych. Te trzy taksony tworzą jeden klad, a w przeszłości były uznawane za podgatunki cyraneczki auklandzkiej; cyraneczka auklandzka i południowa wywodzą się od cyraneczki rdzawej. Pomimo zewnętrznego podobieństwa nie łączy jej bliższe pokrewieństwo z australijską cyraneczką kasztanowatą (Anas castanea). Dowody kopalne wskazują, że cyraneczka rdzawa wywodzi się od ptaków, które dotarły na Nową Zelandię z Australii około 12 000 lat temu.

## Charakterystyka
Cyraneczka rdzawa jest małą kaczką, wielkości cyraneczki zwyczajnej, mierzy od 36 do 48 cm. Upierzenie u obu płci, a także u piskląt jest ciemnobrązowe. Głowa i grzbiet kaczora w szacie godowej opalizuje na zielono, czasem ma on też wąską białą obrożę; pierś jest ciemnokasztanowa, pióra na bokach ciała mają dwa kontrastujące odcienie brązu; kaczory mają też białawą plamę u nasady kupra. Kaczki i pisklęta są jednolicie ciemnobrązowe. Ptaki obu płci mają wyraźną białą obwódkę dookoła ciemnobrązowego oka, ciemnoszary dziób, nogi i płetwy. Skrzydła są krótkie, brązowe z obu stron, z zielonym lusterkiem na lotkach drugorzędowych. Bardzo podobne cyraneczki auklandzkie i południowe są nielotne, mają krótsze skrzydła, a samce nie stają się tak intensywnie ubarwione w szacie godowej. Masa ciała dorosłego kaczora to 586–860 g, a kaczki 530–860 g.

## Występowanie

### Środowisko
W przeszłości cyraneczki rdzawe zajmowały wiele siedlisk, w tym wilgotne lasy, bagna, wolno płynące strumienie, jeziora (także górskie), plaże i estuaria. Ze względu na drapieżnictwo i przekształcanie środowiska zostały w znacznym stopniu wyparte na wybrzeża i wyspy. Współcześnie często wykorzystują stawy na terenach użytkowanych rolniczo.

### Zasięg występowania
Przed przybyciem człowieka cyraneczki rdzawe mogły być najpospolitszymi ptakami wodnymi w archipelagu Nowej Zelandii, a były szeroko rozpowszechnione jeszcze w XIX wieku. Do 1925 roku żyły na Wyspach Chatham, do 1972 r. na Wyspie Stewart. Obecnie większość ptaków żyje w północnej części Wyspy Północnej (w regionie Northland i na półwyspie Coromandel) i na przybrzeżnej wyspie Great Barrier. Cyraneczki rdzawe zostały też reintrodukowane na wyspy Kapiti i Mana, oraz do dwóch rezerwatów. W Fiordlandzie na Wyspie Południowej ostatnie ptaki z pierwotnej populacji zniknęły pod koniec lat 90. XX wieku, ale na początku XXI w. także tam wypuszczono cyraneczki wyhodowane w niewoli.

## Pożywienie
Dieta tych ptaków jest różnorodna, obejmuje bezkręgowce lądowe, słodkowodne i morskie, grzyby oraz rośliny lądowe i słodkowodne. Jedzą one nasiona turzyc, koniczynę, larwy chruścików, chrząszcze, gąsienice, ćmy i dżdżownice. W strefie międzypływowej wyciągają z osadów ślimaki, małże, skorupiaki i wieloszczety. Jadają też liście roślin wodnych. Potrafią wydobyć większe małże z zamkniętych muszli.

## Tryb życia i zachowanie
Cyraneczka rdzawa jest aktywna głównie o zmierzchu i nocą na terenach leśnych i rolnych, ale w strefie nadbrzeżnej jej aktywność wiąże się z fazą pływów – ptaki żerują w strefie pływów podczas odpływu. Populacje tych ptaków generalnie składają się z jednego dużego stada i wielu rozproszonych par. Niektóre pary mogą przez cały rok trzymać się wybranych terytoriów, podczas gdy inne opuszczają je w mniej sprzyjającej porze roku. W lecie młode kaczki, które niedawno uzyskały zdolność latania, i pierzące się młode dorosłe tworzą stada; okresowo dołączają do nich też ptaki, których siedliska wyschły.
Ptaki te niechętnie latają, w sytuacji zagrożenia wolą odpłynąć; były przez to łatwym celem dla myśliwych.

## Rozród
Cyraneczki rdzawe są monogamiczne i terytorialne. Najczęściej rozmnażają się późną zimą (lipiec–wrzesień), ale wylęgi stwierdzano we wszystkich porach roku, oprócz późnej jesieni. Gniazda są ukrywane głęboko w suchym sitowiu, trawach lub paprociach niedaleko wody. Samica składa w jednodniowych odstępach bladopłowe jaja; jest ich typowo 5–6 (w ogólności od 3 do 9). Inkubacja jaj trwa około 28 dni. Oboje rodzice opiekują się kaczętami przez 50–55 dni, ale gdy te dorosną, są wypędzane z terytorium rodziców, gdy ci zaczynają pierzenie.

## Status, zagrożenie i ochrona
Od lat 1890. do 1930. osuszanie bagien i polowania sprawiły, że liczebność cyraneczki rdzawej gwałtownie spadła. Ptak został objęty ochroną w 1921 roku. Główną przyczyną dalszego spadku liczebności było drapieżnictwo, głównie ze strony introdukowanych kotów, psów i łasic, a także kitanki lisiej i rodzimego modrzyka zwyczajnego. Obecnie zagrożeniem pozostają drapieżniki, a także utrata siedlisk, głód i samochody. W niektórych obszarach (szczególnie na wyspie Great Barrier) znaczącym drapieżnikiem jest także błotniak moczarowy.
W 1973 roku rozpoczęto program rozmnażania cyraneczek rdzawych w niewoli, aby powstrzymać szybki spadek liczebności, co początkowo nie przyniosło spodziewanych rezultatów. Dopiero w połączeniu z kontrolą populacji drapieżników i odtwarzaniem siedlisk udało się odwrócić ten trend. Obecnie liczebność gatunku rośnie. W 2011 roku oceniano, że żyje od 1500 do 2500 cyraneczek rdzawych, szacunki z 2019 roku mówiły o 2400–3400 osobników. W latach 2000–2012 Międzynarodowa Unia Ochrony Przyrody uznawała ją za gatunek zagrożony wyginięciem, od 2015 roku jest uznawana za gatunek bliski zagrożenia.